# Квантико Бејс (Вирџинија)
Квантико Бејс (енгл. Quantico Base) насељено је место без административног статуса у америчкој савезној држави Вирџинија.

## Демографија
По попису из 2010. године број становника је 4.452, што је 2.119 (-32,2%) становника мање него 2000. године.
| Група             | 2000.         | 2010.         |
| Белци             | 4.537 (69,0%) | 2.955 (66,4%) |
| Афроамериканци    | 1.052 (16,0%) | 546 (12,3%)   |
| Азијати           | 141 (2,1%)    | 114 (2,6%)    |
| Хиспаноамериканци | 616 (9,4%)    | 699 (15,7%)   |
| Укупно            | 6.571         | 4.452         |